# Henning Enqvist
Henning Enqvist, född 4 april 1994 i Stockholm är en svensk racerförare.